# Village of Oak Creek
Village of Oak Creek (o Big Park) è un census-designated place (CDP) degli Stati Uniti d'America, situato nello stato dell'Arizona, nella contea di Yavapai.